# Strikeforce Challengers: Gurgel vs. Evangelista
Strikeforce Challengers: Gurgel vs. Evangelista foi um evento de artes marciais mistas promovido pelo  Strikeforce. Esse foi o quarto episódio da série Challengers, e ocorreu em 6 de novembro de 2009, no Save Mart Center at Fresno State em Fresno, California.

## Ligações Externas
- Site Oficial do Strikeforce